# Шагонар (городское поселение)
Город Шагонар — административно-территориальная единица (город кожуунного (районного) подчинения) и муниципальное образование со статусом городского поселения в Улуг-Хемском кожууне Тывы Российской Федерации.
Административный центр и единственный населённый пункт — город Шагонар.

## Население
| 2017   | 2018    |
| ------ | ------- |
| 10 973 | ↗10 995 |